# Chikán Attila
Chikán Attila (Budapest, 1944. április 4. –) magyar közgazdász, egyetemi tanár, a Magyar Tudományos Akadémia rendes tagja. Kutatási területe a vállalatgazdaságtan, a versenyképesség és a logisztika. 1970-től a Rajk Szakkollégium alapító igazgatója, 2010 óta elnöke. 1998–1999-ben Magyarország gazdasági minisztere (az első Orbán-kormány elején), majd 2000 és 2003 között a Budapesti Corvinus Egyetem rektora. 2004 óta a BCE Versenyképesség Kutató Központjának igazgatója.

## Életpályája
1962-ben Egerben a Gárdonyi Géza Gimnáziumban érettségizett, majd felvették a Marx Károly Közgazdaságtudományi Egyetemre, ahol 1967-ben szerzett közgazdászdiplomát terv-matematika szakon. Ennek megszerzése után a Kohó- és Gépipari Minisztérium Tervező Irodáinak közgazdásza volt, de már 1968-ban az MKKE oktatója lett. 1969-ben védte meg egyetemi doktori disszertációját. 1970-ben az MKKE Szakkollégiumának (ma Rajk Szakkollégium) alapító igazgatójává nevezték ki. Ezt a tisztségét 2010-ig töltötte be, azóta a Szakkollégium elnöke. 1990-ben kapta meg egyetemi tanári kinevezését. Még egyetemi tanári kinevezése előtt, 1989-ben a Vállalatgazdaságtan Tanszék vezetője lett. A tanszéket 1998-ig vezette, amikor Orbán Viktor első kormányában kinevezték gazdasági miniszterré. Tisztségét 1999 végéig töltötte be. 2000-ben az egyetem rektorává választották három évre. 2004-ben a Versenyképesség Kutató Központ vezetője lett. Időközben a Logisztika és Ellátási Lánc Tanszékre került egyetemi tanári beosztásban. 2014 óta Professor Emeritus. 1997-től miniszteri kinevezéséig Széchenyi professzori ösztöndíjjal kutatott.
2006 és 2011 között a Collegium Budapest felügyelőbizottságának elnöke volt. 2012 óta a Central European University Board tagja. 2019 óta a Maecenas Universitatis Corvini Alapítvány felügyelőbizottságának tagja.
1981-ben védte meg a közgazdaság-tudományok kandidátusi, 1999-ben akadémiai doktori értekezését. 1997 és 2000, valamint 2004 és 2007 között a Magyar Tudományos Akadémia közgyűlésének doktori képviselője volt. 2010-ben az Akadémia levelező, 2016-ban rendes tagjává választották. Az MTA Közgazdaságtudományi és Gazdálkodástudományi Bizottságának tagja, a Logisztikai Osztályközi Állandó Bizottság társelnöke. 
2003-ban a Svéd Királyi Mérnöki Akadémia külső tagja lett. Akadémiai tisztségei mellett többek között a Nemzetközi Készletezési Tudományos Társaság főtitkára (1982-től), illetve ügyvezető alelnöke (2016 óta), 1991-től a Magyar Logisztikai, Beszerzési és Készletezési Társaság társelnöke. A Magyar Közgazdasági Társaság Gazdaságpolitikai és Gazdaságelméleti Szakosztályának elnöke. 2010 és 2019 között a Vállalkozók Országos Szövetsége Gazdaságpolitikai Bizottságának elnöke.  A Közgazdasági Szemle, a Vezetéstudomány és a Pénzügyi Szemle című folyóiratok szerkesztőbizottságának tagja. Számos gazdasági társaságban töltött be vezető funkciót: 1986 és 1991 között a Magyar Külkereskedelmi Bank Rt., valamint 1993 és 1998 között az Aranykor Nyugdíjpénztár igazgatóságának tagja volt, emellett a Dunaferr Rt. (1990–1998), az MTI Rt. (1997-1998) FB elnöke volt. Jelenleg a Richter Gedeon Nyrt. (2000–) FB elnöke. 2004-től a MOL Nyrt. felügyelőbizottságának alelnöke, 2018 óta az Audit Bizottság elnöke. 1991 és 2002 között a Nemzetközi Beszerzési és Ellátási Szövetség (IFPSM) Board tagja, 1999-2000-ben elnöke. 1996-ban az Európai Termelési és Ipari Társaságok Szövetségének elnöke.

## Munkássága
Fő kutatási területe a vállalatgazdaságtan, a versenyképesség és a logisztika. E témakörökkel kapcsolatban ért el nemzetközileg is elismert eredményeket, valamint végzett iskolateremtő tevékenységet.
A vállalati versenyképesség területén a mikro- és makroszintű versenyképesség egymás közötti kapcsolatára vonatkozó írásai, illetve a vállalati versenyképesség mérésére vonatkozó kutatásai emelhetőek ki. Másik fő területe a vállalatgazdaságtan, ahol jelentős tankönyvszerzői (ezzel kapcsolatos tankönyve 1992 és 2021 között hat átdolgozott kiadást élt meg) és iskolateremtő munkássága. Harmadik fő témaköre a reálgazdaság jelenségeinek, főként a készletezés és a termelés menedzsmentjének kutatása. Ezen a téren a készletezés makrogazdasági folyamatairól szóló publikációi, valamint a készletek menedzsmentjének új paradigmáját megfogalmazó, empirikusan alátámasztott kutatásai emelhetőek ki.
Több mint négyszáz tudományos publikáció szerzője, ebből tizenöt magyar és tizenhat angol nyelvű könyv szerzője, társszerzője vagy szerkesztője. 

## Díjai, elismerései
- Az oktatásügy kiváló dolgozója (1977)
- A Pro Renovanda Cultura Hungariae Alapítvány Pázmány Péter-díja (2000)
- Az Országos Tudományos Diákköri Tanács Máriás Antal-emlékérme (2001)
- Az IFPSM Garner Themoin díja (2002)
- A Svéd Királyi Mérnöki Akadémia külföldi tagja (2003)
- A Magyar Nemzeti Bank Popovics Sándor-díja (2003)
- A Babeş–Bolyai Tudományegyetem díszdoktora (2003)
- A Magyar Köztársasági Érdemrend középkeresztje (2006)
- Húszéves a Köztársaság díj (2009)
- Eger város díszpolgára (2012)
- A Gazdaságmodellezési Társaság Krekó Béla díja (2014)
- Közgazdász Életműdíj, Magyar Közgazdasági Társaság (2015)
- Az IPSERA (Nemzetközi Beszerzési és Ellátási Oktatási és Kutatási Társaság) életműdíja (2015)

## Főbb publikációi
- Vállalatgazdaságtan (hatodik, átdolgozott kiadás); Akadémiai Kiadó, (2021) – első kiadás: Aula Kiadó (1992)
- Versenyben a világgal? –  A mikrogazdasági versenyképességi kutatások eredményei – 1995-2018; szerk. Chikán Attila, Czakó, Erzsébet, Demeter Krisztina, Losonci, Dávid; Vezetéstudomány (2019)
- A life cycle model of major innovations in operations management; Chikán Attila, Sprague Linda G.; International Journal of Quality Innovation (2019)
- Inventories in national economies: a cross-country analysis of macroeconomic data; Chikán Attila, Kovács Erzsébet, Matyusz Zsolt, Sass Magdolna, Vakhal Péter; Springer-Verlag London Ltd. (2018)
- A nemzeti versenyképesség fogalma és támogató intézményi rendszere; Chikán Attila, Molnár Boglárka, Szabó Erika; Közgazdasági Szemle (2018)
- A hiány szerepe az átmenet szellemi előkészítésében; Köz-gazdaság (2018)
- Az üzleti vállalkozás társadalmi tevékenység – avagy Kornai János munkássága és a Vállalatgazdaságtan; Chikán Attila, Czakó Erzsébet; Köz-gazdaság (2018)
- Inventories in the era of disruptive innovations; International Journal of Production Economics (2016)
- A Rajk-modell: egy pedagógiai kísérlet és tapasztalatai; Chikán Attila ; Ilyés Márton; Educatio (2016)
- A magyar társadalom fejlődési esélyei a gazdasági versenyképesség tükrében In: Kolosi, Tamás; Tóth, István György (szerk.) Társadalmi Riport, Budapest (2014)
- Inventory investment and sectoral characteristics in some OECD countries; Chikán Attila, Kovács Erzsébet, Matyusz Zsolt; International Journal of Production Economics (2011)
- Labour productivity change: Drivers, business impact and macroeconomic moderators; Demeter Krisztina, Chikán Attila, Matyusz Zsolt; International Journal of Production Economics (2011)
- Versenyben a világgal. Vállalataink versenyképessége az új évezred küszöbén; szerk. Chikán Attila, Czakó Erzsébet; Akadémiai Kiadó, Budapest (2009)
- National and Firm Competitiveness: a General Research Model; Competitiveness Review (2008)
- Vállalati versenyképesség és társadalmi felelősség; Harvard Business Manager (2008)
- The New Role of Inventories in Business: Real World Changes and Research Consequences; International Journal of Production Economics (2007)
- Vállalati versenyképesség – a vevői érték és a képességalapú megközelítés összekapcsolása; Chikán Attila, Gelei Andrea; Vezetéstudomány (2007)
- A Multi-Country Analysis of Aggregate Inventory Behavior; Chikán A., Horváth Cs.; International Journal of Production Economics (1999)
- Services Provided by Manufacturing: the Hungarian case; Chikán Attila, Demeter Krisztina; International Journal of Production Economics (1996)
- The Relevance of Economic Analysis for Transition Policies: the Case of Hungary; Proceedings of the Eastern Economic Association Conference, Washington D.C., (1993)
- Production and Inventory Management in the Hungarian Industry- an Empirical Study; Chikán Attila, Demeter Krisztina; In: Társadalom és gazdaság = Society and Economy, Aula Kiadó, Budapest (1990)
- Inventory Models; szerk. Chikan, A. Kluwer Academic Publishers and Akadémiai Kiadó, Dordrecht, Budapest (1990)
- Készletek, ciklusok, gazdaságirányítás: A magyar gazdaság készletalakulása és befolyásoló tényezői; Közgazdasági és Jogi Könyvkiadó, Budapest (1989)
- A piacról és a piaci viszonyok fejlesztéséről (Gazdaságkép és gazdasági stratégia, a 2. sz. Gazdaságpolitikai Bizottság állásfoglalása gazdaságunk jövőjéről); Társadalmi Szemle (1989)
- Erőforrás-tartalékok a vállalati gazdálkodásban; Közgazdasági és Jogi Könyvkiadó, Budapest (1988)
- The Economics of Inventory Management; szerk. Chikán A., Lovell M. C.; Elsevier Science Publishers, Akadémiai Kiadó, New York, Amsterdam, Oxford, Tokyo (1988)
- A vállalati készletezési politika; Közgazdasági és Jogi Könyvkiadó (1984)
- Készletezési modellek; Közgazdasági és Jogi Könyvkiadó, Budapest (1983)
- The Economics and Management of Inventories szerk. Chikán A. Elsevier Science Publisher, Akadémiai Kiadó, Amsterdam, Budapest (1981)
- A vállalati készletgazdálkodás időszerű problémái; Közgazdasági Szemle (1978)
- Vállalati vélemények a tartalékolási magatartásról; Szigma (1977)
- Készletgazdálkodás; Tankönyvkiadó, Budapest (1971)
- Öntödei beruházás optimalizálása egy Lange-modell felhasználásával; Ipargazdaság (1968)